# Caherconnell Stone Fort
Caherconnell Stone Fort és un antic i excepcionalment ben conservat fort de pedra circular celta situat a Irlanda, concretament a la zona de The Burren, més o menys a un quilòmetre del dolmen de Poulnabrone. Aquesta fortalesa hauria estat habitada des del voltant de l'any 1500 aC.
Des de l'estiu de 2010, Caherconnell és la seu d'una escola de camp arqueològic on els estudiants poden aprendre tècniques dels arqueòlegs principals del recinte.